# Модика
Мо̀дика (на италиански: Modica, на сардински Muòrica, Муорика) е град и община в южна Италия, провинция Рагуза, в автономен регион и остров Сицилия. Разположен е на 296 надморска височина. Населението на града е 55 350 души (към 30 септември 2011 г.).